# Диого I де Визеу
Инфант Диого (1450—1484) — португальский принц из Ависской династии, 4-й герцог Визеу и сеньор де Ковильян, 3-й герцог Бежа и сеньор де Мора (1472—1484).

## Биография
Второй сын инфанта Фернанду Португальского (1433—1470), 1-го герцога Бежа (1453—1470) и 2-го герцога Визеу (1460—1470), и Беатрис Португальской (1430—1506). Братья — инфанты Жуан и Мануэл.
В 1472 году после смерти своего бездетного старшего брата Жуана Диого унаследовал его титулы и владения, став 4-м герцогом де Визеу и 3-м герцогом де Бежа, а также сеньором де Ковильян и Мора.
Герцог Диого де Визеу был популярной личностью при дворе своего двоюродного брата, португальского короля Жуана II. Он вместе с герцогом Фернанду II де Браганса стал главной политической мишенью для короля Жуана II, проводившего политику централизации. Жуан II стремился ограничить власть крупных аристократов, которые пользовались большим могуществом в период правления его отца Афонсу V.
Герцог Фернанду II Браганса, муж Изабеллы Визеу, родной сестры Диого, стал первой жертвой гонений короля Португалии Жуана II против португальской знати. В 1483 году он был заключен в тюрьму, осужден и казнен в Эворе. Так как его сестра Элеонора Визеу была женой короля, Диого думал, что он защищен от королевского гнева.
Диого де Визеу стал лидером дворянской оппозиции, выступавшей против политики нового короля Жуана II (1481—1495). Он стал готовить заговор с целью убийства короля и наследного принца, рассчитывая после их смерти занять королевский трон. В 1484 году португальский король Жуан II обвинил герцога в государственной измене и лично умертвил его.
После гибели Диого его титулы и владения унаследовал младший брат, инфант Мануэл (1469—1521), который в 1495 году вступил на королевский престол Португалии под именем Мануэла I.
Герцог Диого никогда не был женат и не оставил после себя законных детей. Во время визита в Королевство Кастилия у него произошел любовный роман с доньей Элеонорой де Сотомайор и Португал (правнучка короля Португалии Педру I), от которой у него родился внебрачный сын:
- Афонсу Португальский (1480—1504), 8-й коннетабль Португалии. Его дочь и наследница Беатрис Лара стала женой Педру де Менесеза[порт.] (род. 1486), 3-го маркиза де Вила-Реал, 2-го графа де Алкотин и 3-го графа де Валенса.